# Faidherbe-Chaligny
Faidherbe-Chaligny è una stazione sulla linea 8 della metropolitana di Parigi sita ai confini fra l'XI e il XII arrondissement di Parigi.

## La stazione
La stazione venne aperta nel 1931 ed intitolata al generale Louis Léon César Faidherbe (1818-1889) che fu governatore del Senegal dal 1854 al 1861 e dal 1863 al 1865. Comandante dell'armée du Nord dal 1870 al 1871, resistette validamente ai prussiani. L'altro nome della stazione ricorda la famiglia Chaligny dell'illustre fonditore della Lorena, Antoine Chaligny (morto nel 1666), autore della statua equestre del duca di Lorena Carlo III a Nancy.
La stazione è ubicata sotto la place du Docteur A. Béclère, a sua volta sita fra rue Faidherbe, rue de Reuilly e  rue Chaligny.

## Accessi
- rue Faidherbe: 5, rue de Montreuil
- rue Chaligny: 31, rue Chaligny
- rue du Faubourg-Saint-Antoine: 1, rue de Montreuil

## Interconnessioni
- Bus RATP - 46, 86